# Хмельницька міська територіальна громада
Хмельницька міська територіальна громада — територіальна громада в Україні, у Хмельницькому районі Хмельницької області. Адміністративний центр — місто Хмельницький.
Площа громади — 492,821 км², населення — 290 118 осіб (2019).
Утворена 12 червня 2020 року шляхом об'єднання Хмельницької міської ради обласного значення, Богдановецької сільської ради Деражнянського району, Копистинської, Олешинської, Шаровечківської сільських територіальних громад та Водичківської, Давидковецької сільських рад Хмельницького району.

## Населені пункти
До складу громади входять 1 місто (Хмельницький), 1 селище (Богданівці) і 23 села:
- Бахматівці
- Березове
- Богданівці
- Велика Калинівка
- Водички
- Волиця
- Давидківці
- Іванківці
- Івашківці
- Климківці
- Колибань
- Копистин
- Мала Колибань
- Малашівці
- Масівці
- Мацьківці
- Олешин
- Пархомівці
- Пирогівці
- Прибузьке
- Черепівка
- Черепова
- Шаровечка

## Адміністративний устрій
Громада поділяється на 6 старостинських округів:
- Олешинський старостинський округ (села Олешин, Іванківці, Черепівка, Черепова, Велика Калинівка)
- Давидковецький старостинський округ (село Давидківці)
- Копистинський старостинський округ (села Копистин, Івашківці, Колибань, Мала Колибань, селище Богданівці)
- Шаровечківський старостинський округ (села Шаровечка, Мацьківці, Малашівці, Волиця, Водички, Климківці)
- Пироговецький старостинський округ (села Пирогівці, Прибузьке, Пархомівці, Бахматівці)
- Богдановецький старостинський округ (села Богданівці, Масівці, Березове)